# أندرو جي. ريد
أندرو جي. ريد (بالإنجليزية: Andrew G. Reid)‏ هو محامي أمريكي، ولد في 24 مايو 1878 في مقاطعة وارين في الولايات المتحدة، وتوفي في 6 يوليو 1941 بسبب نوبة قلبية.